# Þjórsá
Þjórsá – rzeka lodowcowa w południowej Islandii, najdłuższa rzeka na wyspie o długości 230 km, druga pod względem powierzchni dorzecza po Jökulsá á Fjöllum. 
Swoje źródło bierze w interiorze, z cieków wypływających z wschodniej części lodowca Hofsjökull, zwanej Þjórsárjökull. Podmokłe tereny w górnym biegu rzeki objęte są ochroną jako rezerwat Þjórsárver, wpisany w 1990 roku na listę obszarów chronionych w ramach konwencji ramsarskiej. Stanowi on największy na świecie obszar lęgowy gęsi krótkodziobej. 
Þjórsá płynie w kierunku południowo-zachodnim. Na jej trasie znajduje się 7 większych wodospadów: Hvanngiljafoss, Dynkur, Gljúfurleitarfoss, Tröllkonuhlaup, Þjófafoss, Búðafoss i Urriðafoss. Największym dopływem jest jedyny znaczący lewobrzeżny dopływ Tungnaá. Uchodzi on obecnie do zbiornika wodnego Sultartangalón, wybudowanego w środkowym biegu Þjórsá. Prawobrzeżne dopływy (Hnifá, Dalsá, Fossá, Káflá) są liczniejsze, ale krótsze. 
W dolnym biegu Þjórsá przepływa wzdłuż największego na Islandii pola lawowego, zwanego „wielkim polem lawowym Þjórsá” (Þjórsárhraunið mikla). Około 20 km od ujścia rzekę przecina droga krajowa nr 1 między Selfoss a Hella. Rzeka uchodzi do Oceanu Atlantyckiego w okolicach Þykkvibær.